# Клад и крест
«Клад и крест» — трилогия Сергея Сухинова, впервые опубликованная в 2008—2010 годах.
В трилогию входят повести:
- Вожак и его друзья (2010)
- Клад и крест (2008)
- Утраченная реликвия (2010)

За первую (по очерёдности написания) книгу «Клад и крест», давшую затем название всей трилогии, Сергей Сухинов был признан лауреатом Открытого конкурса имени С. В. Михалкова на лучшее художественное произведение для подростков (2008) и получил диплом Союза «Гильдия книжников России».
В 2014 году вся трилогия удостоилась Государственной премии Правительства России в области культуры, а также была отмечена дипломами Издательского совета Русской Православной Церкви.

## Сюжет

### «Вожак и его друзья»
Трое ребят — Антон, Родик и Тёма — знакомятся с обитателями бывшего пионерлагеря Подмосковья, где нашли пристанище дети, оставшиеся без крыши над головой. Однако земля, на которой расположен бывший (почти полностью разрушенный ) пионерлагерь, становится яблоком раздора — на неё претендуют новые хозяева, связанные с криминальным миром и не останавливающиеся ни перед чем.

### «Клад и крест»
Спустя год после событий в пионерлагере друзья отправляются на поиски сокровищ князей Голицыных. Ребята забираются в заброшенное подземелье на территории бывшей княжеской усадьбы в Подмосковье и даже сталкиваются с настоящими преступниками.

### «Утраченная реликвия»
Ещё через год ребята отправляются в новое приключение: настоятель петровской церкви просит их разыскать икону сельского Успенского храма, пропавшую ещё в 1930-х годах. Чтобы выполнить это поручение, мальчишкам предстоит раскрыть немало тайн и ближе соприкоснуться с забытыми страницами отечественной истории.

## История создания и жанровая характеристика
Путь к читателю трилогия начала в 2008 году с публикации в православном издательстве «Сибирская Благозвонница» повести «Клад и крест», ставшей развитием мотивов более ранней повести Сергея Сухинова «Четверо против оборотня» (2000).
Повесть «Клад и крест» была тепло принята читателями литературной критикой как нравственно-воспитательное произведение для детей и подростков, тактично, без лишней назидательности помогающее юному поколению найти духовные опоры в условиях современной России.
В книге нашли отражение и мрачные веяния 1990-х годов, когда страна пребывала в затяжном кризисе, сказавшемся на всех сферах общественной жизни и особенно тяжело ударившем по миру детства. Однако автору удалось избежать характерных для той поры упаднических мотивов, погружения в безнадёжность.
Повесть С. Сухинова обошла стороной и другую крайность, захлестнувшую в те годы отечественную детскую литературу: тягу к бездумной и бездушной развлекательности, к нагромождению небылиц и копированию западных шаблонов при одновременном снижении качества текста. Сюжет книги С. Сухинова реалистичен и рассчитан на вдумчивого читателя. Повесть адресована детям и подросткам, задающимся вопросами о смысле жизни и выборе жизненного пути, о совести человека и его любви к родине.
Тематика повести «Клад и крест» перекликается также с известной в советское время серией книг Сергея Голицына о пионерах-исследователях русской старины («Сорок изыскателей», «За берёзовыми книгами», «Тайна старого Радуля»), однако отличается от них более современной проблематикой и глубже раскрытой темой духовного поиска, в советское время не поощрявшейся.
На волне успеха первой книги автор дописал два обрамляющих её произведения: предысторию «Вожак и его друзья» и заключительную часть «Утраченная реликвия». В полной версии трилогия «Клад и крест» вышла в 2010 году.
В 2014 году трилогия получила ряд почётных наград, в том числе Государственную премию Правительства России в области культуры и одобрительные грамоты РПЦ.
Автор учебников и разработчик методики преподавания литературы в школе Н. Е. Кутейникова отметила важную воспитательную роль повестей Сухинова, написанных на современном материале «в контексте традиций отечественной подростково-юношеской литературы ХХ столетия» и затрагивающих проблематику нравственного выбора героя, взаимоотношений человека и государства, вопросов веры и безверия и т.д., принципиальных для становления личности читателя-школьника.
В 2021 году трилогия «Клад и крест» была переиздана в новом оформлении в издательстве «Сибирская Благозвонница». Министерство культуры Московской области поддержало издание, разослав информацию о книге во все районы Московской области с предложением комплектовать ею библиотеки.